# Tobias Goebel
Tobias Goebel (* 14. November 1990) ist ein ehemaliger deutscher Footballspieler.

## Leben
Goebel gehörte von 2009 bis 2019 zum Aufgebot der Braunschweig Lions. Der 1,85 Meter messende Kicker gewann mit den Niedersachsen 2013, 2014, 2015, 2016 und 2019 die deutsche Meisterschaft, Vizemeister wurde er mit Braunschweig im Jahr 2017. Den Sieg im Eurobowl errang er mit Braunschweig 2015, 2016, 2017 und 2018. 2014 verlor Goebel den Eurobowl mit seiner Mannschaft gegen die Berlin Adler.
Anfang August 2019 setzte sich Goebel an die Spitze der ewigen Punktliste der Braunschweig Lions. Er überholte Kelvin Love, der bis dahin die meisten Punkte in der Mannschaftsgeschichte verbucht hatte. Im Oktober 2019 zog er sich aus dem Leistungssport zurück. Goebel erzielte in seiner Laufbahn 1002 Punkte für Braunschweig. Bei seinem Karriereende hatte er weitere Vereinshöchstwerte inne, darunter die meisten Field Goals (115) sowie die meisten Extrapunkte (657).